# El Potrerillo (La Rioja)
El Potrerillo es un paraje del departamento Famatina, en el norte de la provincia de La Rioja, Argentina.
Se encuentra en cercanías de la traza de la ruta provincial N° 11, sobre el contrafuerte oriental del cordón del Famatina.
Es uno de los parajes poblados más cercanos a la provincia de Catamarca.
Su ubicación general es 28°23′53″S 67°41′25″O / -28.39806, -67.69028
Cuenta con un centro primario de atención en salud y una escuela de nivel inicial de carácter rural.
La principal actividad es el cultivo de nogales, vides y otros frutales en pequeña escala, que dependen de los canales y acequias ya que la totalidad de los cultivos se realiza bajo riego.
Su población es de tipo rural dispersa. Los últimos censos de población y viviendas realizados en los años 2001 y 2010 no proporcionan información sobre este paraje, cuyos datos, al igual que los de otros parajes similares quedan agrupados bajo el título "Resto del Departamento".
En épocas pasadas, el paraje era conocido como "El Chocoy". Según una leyenda, El Chocoy era un toro blanco con cuernos dorados, que defendía las cumbres del cordón del Famatina impidiendo el acceso de extraños.
Según una investigación acerca de fuentes termales desarrollada por el servicio de geología norteamericano y publicada en el año 1965, en el paraje entonces denominado El Chocoy cercano a Famatina, se encontró una fuente termal de gran caudal y media temperatura.